# Stephanopodium aptotum
Stephanopodium aptotum är en tvåhjärtbladig växtart som beskrevs av Wheeler. Stephanopodium aptotum ingår i släktet Stephanopodium och familjen Dichapetalaceae. Inga underarter finns listade i Catalogue of Life.